# Dzielnik wiązki

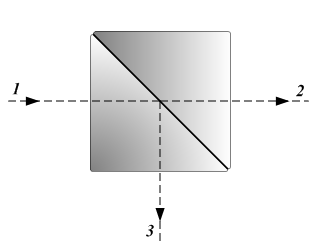
Schemat dzielnika wiązki światła:
1 – światło padające,
2 – 50% przepuszczone światło,
3 – 50% odbite światło.
W praktyce warstwa odblaskowa pochłania nieco światła

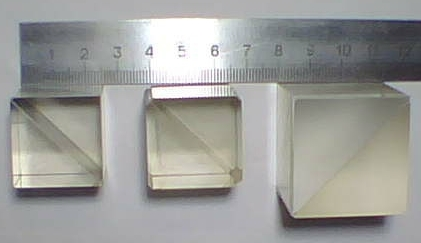
Dzielniki wiązki

Dzielnik wiązki, rozdzielacz wiązki, płytka światłodzieląca, zwierciadło półprzepuszczalne – urządzenie optyczne rozszczepiające wiązkę światła na dwie części. Jest kluczową częścią wielu optycznych przyrządów eksperymentalnych i pomiarowych, w tym interferometrów, znajdujących szerokie zastosowanie również w telekomunikacji światłowodowej.

## Budowa
W najczęstszej postaci, sześciennej, składa się z dwóch trójkątnych szklanych pryzmatów, które są sklejone u podstawy za pomocą klejów poliestrowych, epoksydowych lub uretanowych. Grubość warstwy żywicy jest regulowana tak, że dla określonej długości fali połowa światła padającego przez jeden „port” (to znaczy czoło sześcianu) jest odbijana, a druga połowa jest transmitowana poprzez efekt udaremnionego całkowitego odbicia wewnętrznego. W dzielnikach wiązki polaryzacyjnej (polaryzatorach), jak pryzmat Wollastona, stosuje się materiały dwójłomne, aby podzielić światło na wiązki o różnej polaryzacji.

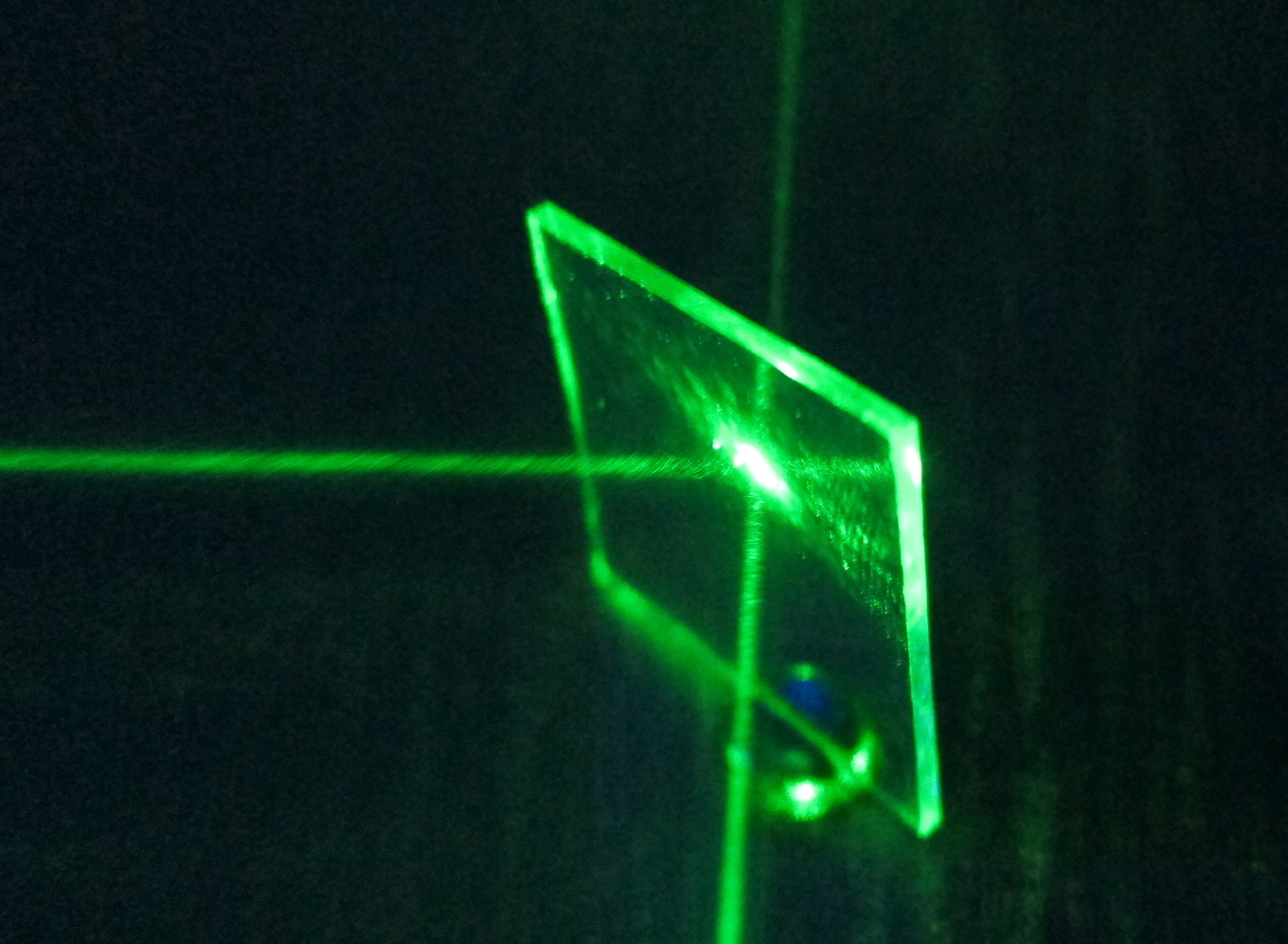
Dzielnik wiązki powleczony aluminium

Innym rozwiązaniem jest zastosowanie półsrebrzonego lustra, tafli szkła lub plastiku z przezroczystą cienką powłoką z metalu, obecnie zwykle aluminium, osadzonego z jego par. Grubość osadu jest dobierana tak, że część (zwykle połowa irradiancji) światła padającego pod kątem 45° i niepochłoniętego przez powłokę jest transmitowana, a reszta odbijana. Bardzo cienkie półsrebrzyste zwierciadło stosowane w fotografii bywa nazywane lustrem semirefleksyjnym. Dawniej, aby zmniejszyć stratę światła w wyniku absorpcji przez powłokę odblaskową, stosowano arkusze wysoce wypolerowanego metalu podziurawionego otworami w celu uzyskania pożądanego stosunku odbicia do transmisji. Jeszcze później metal rozpylano na szkło, żeby utworzyć nieciągłą powłokę, a małe obszary ciągłej powłoki usuwano chemicznie lub mechanicznie, by uzyskać połowicznie srebrzoną powierzchnię.
Zamiast powłoki metalicznej można zastosować dichroiczną powłokę optyczną. W zależności od jej charakterystyki stosunek odbicia do transmisji będzie się różnić w zależności od długości fali padającego światła. Zwierciadła dichroiczne są stosowane w niektórych elipsoidalnych reflektorach do oddzielania niepożądanego promieniowania podczerwonego (ciepła) oraz jako sprzęgacze wyjściowe w konstrukcji lasera.
Trzecią wersją rozdzielacza wiązki jest lustrzany pryzmat dichroiczny, który wykorzystuje dichroiczne powłoki optyczne do dzielenia przychodzącej wiązki światła na szereg widmowo różnych wiązek wyjściowych. Takie urządzenie zastosowano w kolorowych kamerach telewizyjnych z trzema przetwornikami i trzypasmowej kamerze Technicolor. Obecnie jest stosowany w nowoczesnych kamerach z trzema matrycami CCD. Optycznie podobny system, lecz odwrotny, jest stosowany jako zbieracz wiązek w projektorach 3-LCD, w których światło z trzech oddzielnych monochromatycznych wyświetlaczy LCD jest łączone w jeden kolorowy obraz do projekcji.
Dzielniki wiązki z włóknem jednomodowym dla sieci PON wykorzystują zachowanie jednomodowe do podziału wiązki; rozdzielacz robi się poprzez fizyczne połączenie dwóch włókien „razem”, tworząc X.
Układy zwierciadeł lub pryzmatów stosowane jako przystawki do obiektywów do fotografii stereoskopowej podwójnych obrazów za pomocą jednego obiektywu i jednej ekspozycji są czasami nazywane „dzielnikami wiązki”. Jest to mylące, ponieważ są one po prostu parą peryskopów przekierowujących promienie światła, które już nie są spójne. W niektórych bardzo nietypowych przystawkach do fotografii stereoskopowej lustra lub bloki pryzmatyczne, podobne do rozdzielaczy wiązki, pełnią przeciwną funkcję, nakładając widoki obiektu z dwóch różnych perspektyw poprzez filtry kolorów, aby umożliwić bezpośrednie wytwarzanie anaglifowego obrazu 3D lub poprzez szybko zmieniające się klatki do nagrywania naprzemiennej sekwencji 3D.

## Przesunięcie fazowe

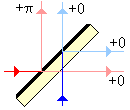
Przesunięcie fazowe przez dzielnik wiązki z powłoką dielektryczną

Dzielniki wiązki są czasami używane do rekombinacji wiązek światła, jak w interferometrze Macha-Zehndera. W tym przypadku są dwie wiązki przychodzące i potencjalnie dwie wiązki wychodzące. Jednakże amplitudy dwóch wychodzących wiązek są sumami amplitud wywiedzionymi z każdej z wchodzących wiązek co może to skutkować tym, że jedna z dwóch wychodzących wiązek ma amplitudę zero. Aby energia została zachowana, musi istnieć przesunięcie fazowe w co najmniej jednej z wychodzących wiązek. Na przykład jeśli spolaryzowana fala świetlna w powietrzu uderza w powierzchnię dielektryczną, na przykład szkło, a pole elektryczne fali świetlnej znajduje się w płaszczyźnie powierzchni, wówczas fala odbita będzie miała przesunięcie fazowe {\displaystyle \pi ,} podczas gdy fala transmitowana nie będzie miał przesunięcia fazowego. Zachowanie takie wynika z równań Fresnela. Nie dotyczy to częściowego odbicia przez powłoki przewodzące (metaliczne), gdzie inne przesunięcia fazowe występują na wszystkich ścieżkach (odbijanych i transmitowanych). Szczegóły przesunięć fazowych zależą od rodzaju i geometrii dzielnika wiązki.

## Klasyczny bezstratny dzielnik wiązki
W przypadku dzielników wiązki z dwiema przychodzącymi wiązkami, przy użyciu klasycznego bezstratnego dzielnika wiązki z polami elektrycznymi padającymi na oba jego wejścia, dwa pola wyjściowe {\displaystyle E_{c}} i {\displaystyle E_{d}} są liniowo powiązane z wejściami {\displaystyle E_{a}} i {\displaystyle E_{b}} następująco:
{\displaystyle {\begin{bmatrix}E_{c}\\E_{d}\end{bmatrix}}={\begin{bmatrix}r_{ac}&t_{bc}\\t_{ad}&r_{bd}\end{bmatrix}}{\begin{bmatrix}E_{a}\\E_{b}\end{bmatrix}},}
gdzie macierz 2×2 jest macierzą rozdzielacza wiązki, zaś {\displaystyle r} są współczynnikami odbicia, a {\displaystyle t} współczynnikami przepuszczania światła wzdłuż określonej ścieżki poprzez dzielnik wiązki, przy czym ścieżkę tę wskazują indeksy dolne. (Wartości zależą od polaryzacji światła).
Jeśli dzielnik nie traci energii wiązek światła, całkowitą energię wyjściową można zrównać z całkowitą energią wejściową:
{\displaystyle |E_{c}|^{2}+|E_{d}|^{2}=|E_{a}|^{2}+|E_{b}|^{2}.}
Wymóg ten implikuje, że macierz dzielnika wiązki jest unitarna.
Wyprowadzenie ogólnej macierzy unitarnej 2×2
Wymóg zachowania energii daje relację między współczynnikiem odbicia a współczynnikiem transmitancji:
{\displaystyle |r_{ac}|^{2}+|t_{ad}|^{2}=|r_{bd}|^{2}+|t_{bc}|^{2}=1}
oraz
{\displaystyle r_{ac}t_{bc}^{*}+t_{ad}r_{bd}^{*}=0,}
gdzie „{\displaystyle ^{*}}” oznacza sprzężenie zespolone. Rozszerzając, można zapisać każdy {\displaystyle r} i {\displaystyle t} jako liczbę zespoloną mającą składowe amplitudy i fazy; na przykład: {\displaystyle r_{ac}=|r_{ac}|e^{i\phi _{ac}}.} Współczynnik fazowy uwzględnia możliwe przesunięcia fazowe wiązki, gdy odbija lub transmituje na tej powierzchni. Następnie uzyskuje się:
{\displaystyle |r_{ac}||t_{bc}|e^{i(\phi _{ac}-\phi _{bc})}+|t_{ad}||r_{bd}|e^{i(\phi _{ad}-\phi _{bd})}=0.}
Po uproszczeniu relacja wygląda następująco:
{\displaystyle {\frac {|r_{ac}|}{|t_{ad}|}}=-{\frac {|r_{bd}|}{|t_{bc}|}}e^{i(\phi _{ad}-\phi _{bd}+\phi _{bc}-\phi _{ac})},}
co jest prawdą, gdy {\displaystyle \phi _{ad}-\phi _{bd}+\phi _{bc}-\phi _{ac}=\pi ,} wtedy element wykładniczy upraszcza się do -1. Stosując ten nowy warunek i wyrównując obie strony, otrzymuje się:
{\displaystyle {\frac {1-|t_{ad}|^{2}}{|t_{ad}|^{2}}}={\frac {1-|t_{bc}|^{2}}{|t_{bc}|^{2}}},}
gdzie zostały poczynione podstawienia z wyżej omawianego wymogu zachowania energii {\displaystyle |r_{ac}|^{2}=1-|t_{ad}|^{2}.} To prowadzi do rozwiązania:
{\displaystyle |t_{ad}|=|t_{bc}|\equiv T}
i podobnie
{\displaystyle |r_{ac}|=|r_{bd}|\equiv R.}
Stąd wynika, że {\displaystyle R^{2}+T^{2}=1.}
Po określeniu ograniczeń opisujących bezstratny dzielnik wiązki początkowe wyrażenie można przepisać jako
{\displaystyle {\begin{bmatrix}E_{c}\\E_{d}\end{bmatrix}}={\begin{bmatrix}Re^{i\phi _{ac}}&Te^{i\phi _{bc}}\\Te^{i\phi _{ad}}&Re^{i\phi _{bd}}\end{bmatrix}}{\begin{bmatrix}E_{a}\\E_{b}\end{bmatrix}}.}

## Zastosowania eksperymentalne
Dzielniki wiązki zastosowano zarówno w eksperymentach myślowych, jak i w doświadczeniach fizykalnych interpretowanych przez teorię mechaniki kwantowej i teorię względności oraz inne dziedziny fizyki. Obejmują one:
- eksperyment Fizeau z 1851 w celu pomiaru prędkości światła w wodzie
- eksperyment Michelsona-Morleya z 1887 w celu zmierzenia wpływu eteru na prędkość światła
- eksperymenty Morleya-Millera[4] z lat 1902–1904 w celu powtórzenia niepewnego wyniku eksperymentu z 1887
- eksperymenty Daytona C. Millera[5][6][7][8][9] z lat 1925–1926 z 5,2-milionami pomiarów w celu zmierzenia wpływu eteru na prędkość światła na górze Wilson, wskazujące na gwiazdozbiór Złota Ryba
- eksperyment Hammara[10] z 1935 w celu zbadania wpływu ruchu ziemi na prędkość światła w masywnym pojemniku
- eksperyment Kennedy-Thorndike z 1932 w celu zbadania niezależności prędkości światła i prędkości aparatu pomiarowego
- eksperymenty Bella[11] (od około 1972) w celu wykazania konsekwencji splątania kwantowego i próby wykluczenia lokalnych zmiennych ukrytych
- eksperyment Wheelera z opóźnionym wyborem[12] z 1978, 1984 i późniejszych lat w celu przetestowania, co powoduje, że foton zachowuje się jak fala albo cząstka i kiedy to się dzieje
- eksperyment FELIX (Free-orbit Experiment with Laser Interferometry X-rays) zaproponowany w 2000 roku w celu przetestowania interpretacji Penrose’a, że superpozycja kwantowa zależy od krzywizny czasoprzestrzennej
- interferometr Macha-Zehndera, stosowany w różnych eksperymentach, w tym tester bomb Elitzur-Vaidmana (obejmujący pomiary bez interakcji), oraz w innych obszarach obliczeń kwantowych.

## Opis w mechanice kwantowej
Zakłada się dwa pola wejściowe jednomodowe, oznaczone przez operatory anihilacji {\displaystyle {\hat {a}}_{0},{\hat {a}}_{1},} które padają na dwa porty wejściowe rozdzielacza wiązki. Dwa pola wyjściowe, oznaczone symbolem {\displaystyle {\hat {a}}_{2},{\hat {a}}_{3},} są liniowo powiązane z polem wejściowym następująco:
{\displaystyle \left({\begin{matrix}{\hat {a}}_{2}\\{\hat {a}}_{3}\end{matrix}}\right)=\left({\begin{matrix}t'&r\\r'&t\end{matrix}}\right)\left({\begin{matrix}{\hat {a}}_{0}\\{\hat {a}}_{1}\end{matrix}}\right).}
Aby uzyskać współczynniki macierzy przekształcenia należy wziąć pod uwagę, że zachodzą relacje komutacji pól i należy się upewnić, że:
{\displaystyle [{\hat {a}}_{i},{\hat {a}}_{j}^{\dagger }]=\delta _{ij}}
i
{\displaystyle [{\hat {a}}_{i},{\hat {a}}_{j}]=0.}
gdzie:
{\displaystyle {\hat {a}}_{i}} – operator anihilacji,
{\displaystyle {\hat {a}}_{j}^{\dagger }} – operator kreacji (symbol {\displaystyle ()^{\dagger }} oznacza sprzężenie hermitowskie),
{\displaystyle \delta _{ij}} – delta Kroneckera,
[] – komutator zdefiniowany jako {\displaystyle [a,b]=ab-ba.}
Powyższe wraz z zachowaniem energii wiązek skutkuje następującym zestawem ograniczeń:
{\displaystyle |r'|=|r|,\,|t'|=|t|,\,|r|^{2}+|t|^{2}=1}
{\displaystyle r^{*}t'+r't^{*}=r^{*}t+r't'^{*}=0.}
W dielektrycznym dzielniku wiązki 50%:50% odbite i transmitowane wiązki różnią się fazą o {\displaystyle e^{\pm i{\frac {\pi }{2}}}=\pm i.} Zakładając, że odbita wiązka jest opóźniona w fazie o {\displaystyle {\frac {\pi }{2}},} pola wejściowe i wyjściowe są powiązane następująco:
{\displaystyle {\hat {a}}_{2}={\frac {1}{\sqrt {2}}}\left({\hat {a}}_{0}+i{\hat {a}}_{1}\right),\quad {\hat {a}}_{3}={\frac {1}{\sqrt {2}}}\left(i{\hat {a}}_{0}+{\hat {a}}_{1}\right).}
Przekształcenie unitarne związane z tą transformacją to
{\displaystyle {\hat {U}}=e^{i{\frac {\pi }{4}}\left({\hat {a}}_{0}^{\dagger }{\hat {a}}_{1}+{\hat {a}}_{0}{\hat {a}}_{1}^{\dagger }\right)}.}
Używając tej macierzy unitarnej, można również zapisać transformaty jako:
{\displaystyle \left({\begin{matrix}{\hat {a}}_{2}\\{\hat {a}}_{3}\end{matrix}}\right)={\hat {U}}^{\dagger }\left({\begin{matrix}{\hat {a}}_{0}\\{\hat {a}}_{1}\end{matrix}}\right){\hat {U}}.}

### Zastosowanie w obliczeniach kwantowych
W 2000 roku Knill, Laflamme i Milburn (protokół KLM) udowodnili, że możliwe jest stworzenie uniwersalnego komputera kwantowego wyłącznie z dzielników wiązek, przesuwników faz, fotodetektorów i źródeł pojedynczych fotonów. Stany tworzące qubit w tym protokole są stanami jednego fotonu o dwóch modach, to znaczy stanami {\displaystyle |01>} i {\displaystyle |10>} w drugiej kwantyzacji (w stanie Foka). Korzystając z tych zasobów, możliwe jest wdrożenie dowolnej pojedynczej bramki qubitowej i bram probabilistycznych 2-qubitowych. Dzielnik wiązki jest istotnym elementem tego schematu, ponieważ jako jedyny tworzy splątanie między stanami Foka.
Podobne ustawienia zachodzą dla przetwarzania informacji kwantowej zmiennych ciągłych. Zachodzi możliwość symulacji dowolnych transformacji Bogolubowa stanu kwantowego światła za pomocą rozdzielaczy wiązki, przesuwników faz i fotodetektorów, uwzględniając dostępność dwumodowych stanów ściśniętych próżni. Takie ustawienie wykazuje podobieństwo z gaussowskim odpowiednikiem protokołu KLM. Zasadniczym elementem tej procedury symulacyjnej jest fakt, że dzielnik wiązki jest równoważny transformacji ściskającej przy częściowym odwróceniu czasu.